# Johann Heinrich am Ende

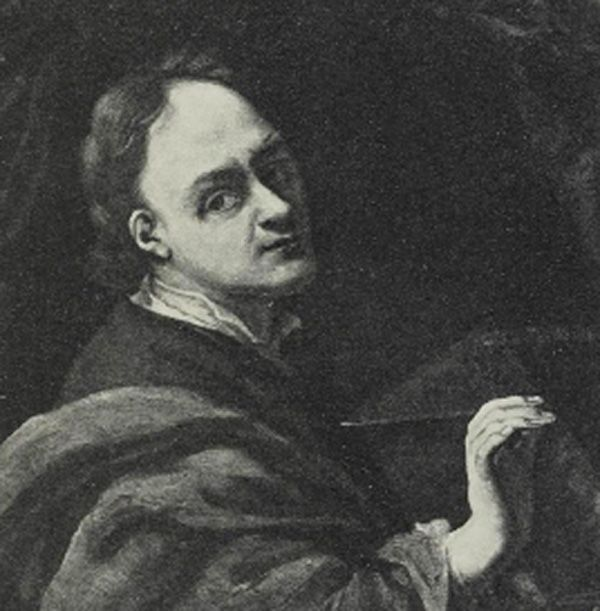
Johann Heinrich am Ende, Selbstbildnis

Johann Heinrich am Ende (* 24. August 1645 in Pirna; † 25. April 1695 in Leipzig) war ein deutscher Maler, der hauptsächlich in Dresden und Leipzig tätig war. 

## Leben
Johann Heinrich am Ende war vermutlich ein Schüler seines Onkels Christian Schiebling in Dresden. Sein bekanntestes Werk, allegorische Plafondmalereien auf der kunstvollen Stuckdecke Giovanni Simonettis in der Leipziger Alten Handelsbörse am Naschmarkt, gehört zu den Kriegsverlusten des Zweiten Weltkriegs, die im Rahmen des Wiederaufbaus des Gebäudes im Jahr 1978 nicht mehr rekonstruiert werden konnten. 
Ab 1690 malte er Porträts der 17 Mitglieder der Vertrauten Gesellschaft in Leipzig in einem prachtvollen Album. Als Dank für das gute Gelingen des Werks durfte er sein Selbstbildnis hinzufügen.